# Lesknáček úlový
Lesknáček úlový (Aethina tumida Murray, 1867), neodborně zvaný malý úlový brouk (z angl.: small hive beetle) nebo také brouk tumida, je nebezpečným škůdcem ve včelích úlech.
Za nesprávné se též považuje označovat stav napadení jako tumidózu. Lesknáček je hnízdní parazit. Ničí zásoby potravy a larvy. Nezpůsobuje však včelím jedincům žádnou chorobu (pro srovnání – nelze poničení včelstva medvědem nazývat „medvědózou“ nebo hlodavcem v zimě „myšózou“).

## Biologie

### Popis
Dospělý brouk je zavalitý, tmavé barvy, 5–6 mm dlouhý a 2,3–2,5 mm široký. Nápadná jsou krátká, vařečkovitě rozšířená, tykadla.

### Šíření parazita
Původní domovinou škůdce je africký kontinent – oblasti na jih od Sahary. Hostitelem jsou dva poddruhy (rasy) včely medonosné; v. m. kapská (Apis mellifera capensis Eschscholz, 1822) a v. m. středoafrická (Apis mellifera scutellata Lepeletier, 1836). Uvedené rasy dokážou rozvoj brouka tlumit. Intenzivně pronásledují dospělce v úle a přesáhne-li množství larev únosnou míru, úl opouštějí na nové stanoviště.
V r. 1997 se škůdce objevil v Jižní Karolíně v USA a odtud se lavinovitě rozšířil po všech státech subtropické a tropické (Florida) oblasti USA. V r. 2004 byl výskyt hlášen i v Kalifornii. Postup škůdce od jihu USA se zastavil přibližně na 50. rovnoběžce. Kanada byla invazí také postihnuta. V tomto státě se lesknáček úlový neprojevuje až v takové intenzitě. Příčinou bude zřejmě chladné podnebí. Hlášení o výskytu přišlo též z Austrálie.
V r. 2004 se objevila zpráva o zachycení brouka v Portugalsku. Škůdce byl zavleče importem včel z USA. Podle norem EU se jednalo o nelegální dovoz. Všechna včelstva na dotčeném stanovišti byla utracena a půda v okolí desinfikována.
Nový výskyt na evropském kontinentu byl hlášen z přístavu Gioia Tauro. Zaměstnanci zemědělské univerzity v Reggio di Calabria objevili škdůce dne 5. září 2014 v monitorovacích úlech umístěných v přístavu. Potvrdil se tak předpoklad, že přístav Gioia Regio se stane pravděpodobným místem průniku brouka na kontinent. Do konce měsíce října 2014 bylo hlášeno dalších 16 napadených včelnic v blízkém okolí.

### Vývojový cyklus

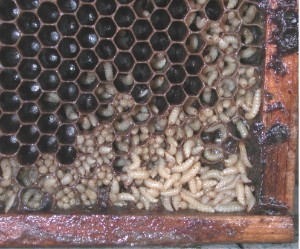
Larvy lesknáčka na včelím plástu

Brouk obojího pohlaví pronikne do úlu, kde se spáří. Samička na skrytých místech úlu, nejčastěji pod víkem nebo na horních loučkách nejvyššího patra rámků, velmi rychle naklade shluky bílých vajíček. Už po 24 hodinách se z nich líhnou 10 mm dlouhé, velmi žravé larvy. Potravou je veškerá organická hmota, na kterou v plástu narazí; především zásoby pylu a otevřený včelí plod. Při konzumaci medu larvy narušují víčka medných zásob. Med vytéká na dno úlu a mísí se s růžově zbarvenými výkaly larev. Tato směs zapáchá a intenzivně kvasí.
Než larvy za 10–14 dní dorostou, stačí zdevastovat obsah všech plástů v úle. Stěhují se na dno, česnem vypadávají ven a rozlezou se až do vzdálenosti 80 m. Zavrtávají se do půdy do hloubky 40 cm. Po třech týdnech vylézají dospělci schopní létat a celý cyklus se opakuje.
Brouk je schopen prodělat celý vývojový cyklus i mimo včelstvo např. na přezrálém a hnijícím ovoci.

## Protiopatření
Spolehlivý způsob boje proti škůdci zatím není znám. Výzkum probíhá v oblastech, kde je lesknáček úlový rozšířen. Oddálit rozšíření brouka do Evropy lze jedině přísným zákazem dovozu včel z jiných kontinentů a šíření informací o tomto nebezpečí.
Při podezření na přítomnost škůdce je včelař odkázán na vizuální kontrolu. Nejprve klade rámek za rámkem na světlo. Brouk se prozradí pohybem ve snaze skrýt se do stínu na odvrácené straně rámku. Je-li lesknáček objeven, včelař důkladně prohlíží včelí dílo ve snaze nalézt vajíčka a larvy brouka.
V USA se k ochraně včelstev používá chemický přípravek CheckMite+ na bázi insekticidu cumafosu. Léčivo není v Evropské unii registrováno.
Jako alternativa ku chemickému ošetření se zkoušejí lapače larev na dně úlu.